# フレデリック・メイトランド

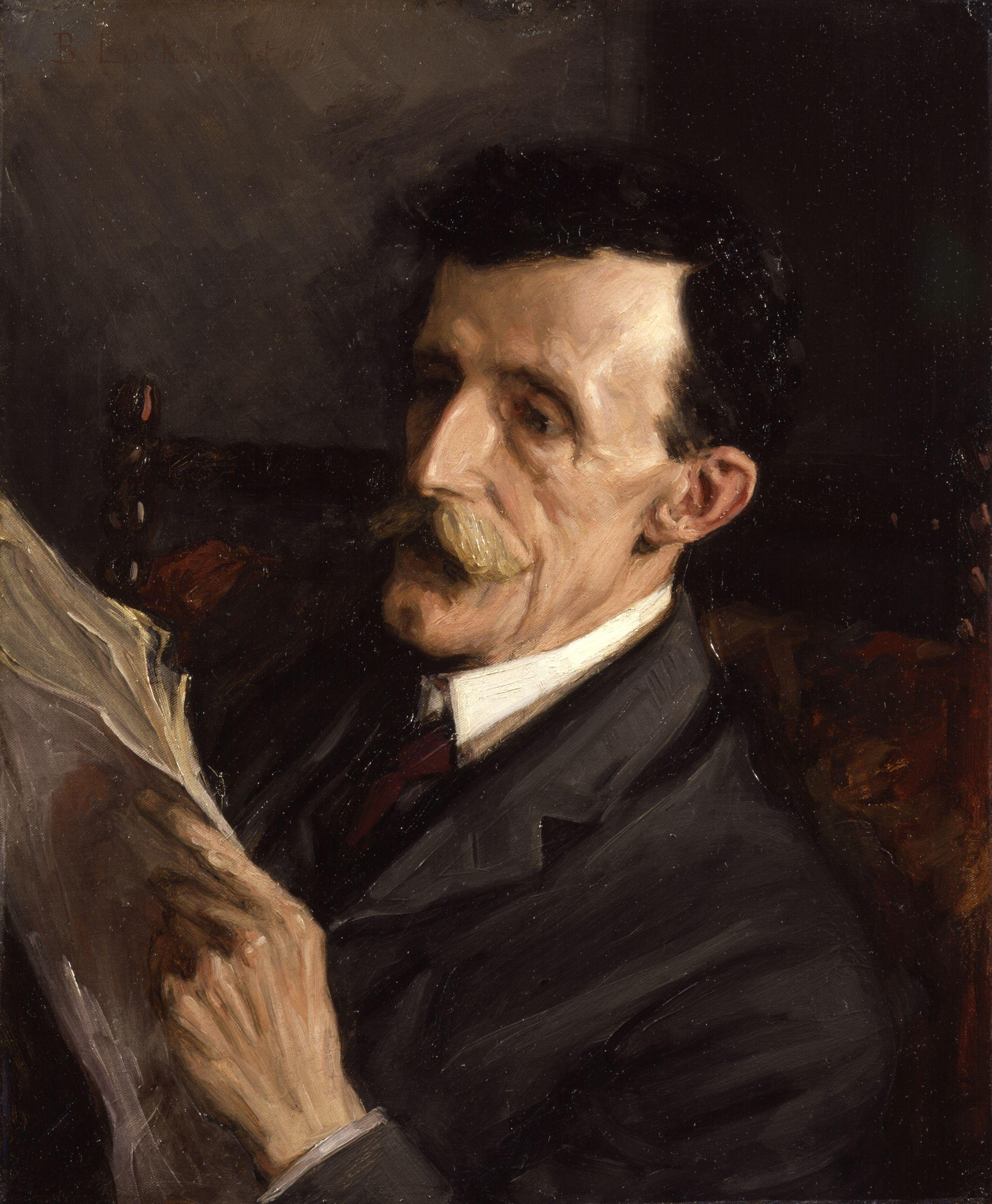
フレデリック・メイトランド, 1906

フレデリック・ウィリアム・メイトランド（英:Frederic William Maitland・1850年5月28日－1906年12月19日）は、イギリスの法制史学者。

## 生涯
イートン校を経てケンブリッジ大学トリニティ・カレッジに進学する。1872年にリンカン法学院に籍を置いて、1876年に法廷弁護士の称号を得てロンドンで弁護士として働いた。1884年にトリニティ・カレッジの恩師であった哲学者ヘンリー・シジックの推挙でケンブリッジ大学のイギリス法の講師となり、1888年に教授となり、その3年後に学位を得た。
メイトランドは出来るだけ原史料に依拠して自説を裏付けることを心がけ、そのために各地を巡って古文書などから訴訟記録などを蒐集した。また、当時イギリスに滞在していたロシアのポール・ヴィノグラドフから大英博物館や各地の公文書館などに法律関係の古文書が多数収蔵されたままになっているという事実を指摘され、そのような古文書の発見にも尽くし、それらを解読して翻刻した。
1893年には代表的な著作である『イギリスの初期議会』（Records of the Parliament Holden at Westminster, 28 February 1305）が刊行され、続いて1895年には『英法史』（History of English Law before the Time of Edward I）を刊行した。この本はフレデリック・ポロックとの共著とされているが、今日ではそのほとんどがメイトランドによる著作であると考えられている。同書はアングロ・サクソン時代から13世紀にかけてのコモン・ロー成立の歴史を判例や訴訟文書などを用いながら描き出しており、法制史のみならず、イギリス史の書物として古典的な地位を今日でも保っている。1901年には、『イングランド法とルネサンス』（English Law and the Renaissance）を著してローマ法のイギリス法への継受の可能性を指摘するなど多くの著書を著し、後に日本語訳された著書も多い。だが1906年、カナリア諸島への旅行中に肺炎にかかり、ラス・パルマスで急逝した。
死後も遺稿が『イングランド憲法史』（The Costitutional History of England）として刊行されるなど、「イギリス史上最大の法制史家」として高い評価を受けている。その一方で、権力側に偏りがちな残存古文書への過度な依存やローマ法継受の可能性を唱えた主張については異論も出されている。